# Spřáhlo

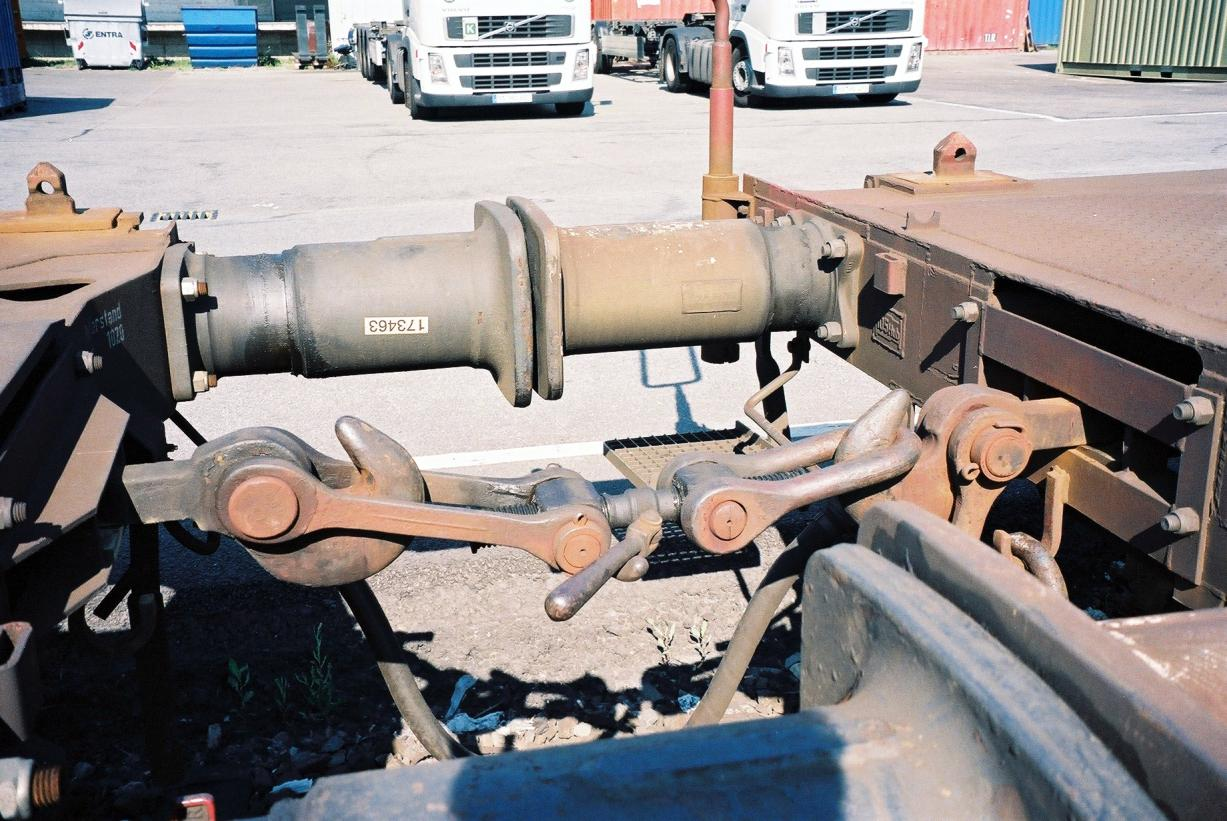
Spojení železničních vozidel s postranními nárazníky táhlovým ústrojím se šroubovkou

Spřáhlo je technické zařízení, které slouží ke spojení dvou kolejových vozidel k sobě a k přenosu tažných, případně i tlačných sil mezi vozidly.

## Železniční spřáhla
Základními typy spřáhel používanými v současnosti na železnici jsou táhlové ústrojí s táhlovým hákem a šroubovkou doplněné nárazníky nebo různé typy automatických spřáhel. Zatímco táhlové ústrojí s hákem a šroubovkou slouží pouze k přenosu tažných sil (přenos tlačných sil zajišťují nárazníky), automatická spřáhla slouží k přenosu tažných i tlačných sil a vozy jimi vybavené proto zpravidla nemají nárazníky. Spřáhla jsou extrémně namáhanými součástmi železničních vozidel zejména na tah, musí být vyrobena z velmi kvalitních a značně pevných ocelí, které jsou vysoce odolné především proti rázovému namáhání.

### Táhlové ústrojí se šroubovkou
Na evropské železniční síti o normálním rozchodu 1435 mm jsou masově užívány pouze šroubovky, vyjma specifické případy ucelených motorových či elektrických jednotek pro dopravu osob nebo některé případy ucelených souprav v nákladní dopravě.

### Historické centrální spřáhlo
Na úzkokolejných železnicích se používalo (a na historických železnicích dodnes používá) jedno centrální spřáhlo ovládané pouze ručně. Toto spřáhlo samo o sobě slouží jen jako nárazník. Uprostřed má ale oválný otvor, do něhož je možno vložit spojovací osmu, kterou obsluha shora zajistí čepem. Ta pak umožňuje přenášet tažné síly. Osma je masivní ocelová tyč se dvěma oky ve tvaru oválu. Oválný tvar otvorů zajišťuje dostatečnou vůli, takže osma přenáší jen tažné síly, tlačné síly jsou přenášeny plochou nárazníku. To omezuje vznik bočních sil (osma by mohla působit jako páka), které by mohly způsobit vykolejení. Spojování lze u některých těchto spřáhel provádět i za klidu. Osmu lze do nárazníků vkládat otvorem na bocích. Je to důležité z hlediska bezpečnosti, protože při spojování stojí posunovač mezi vagóny.

### Samočinné spřáhlo Janney

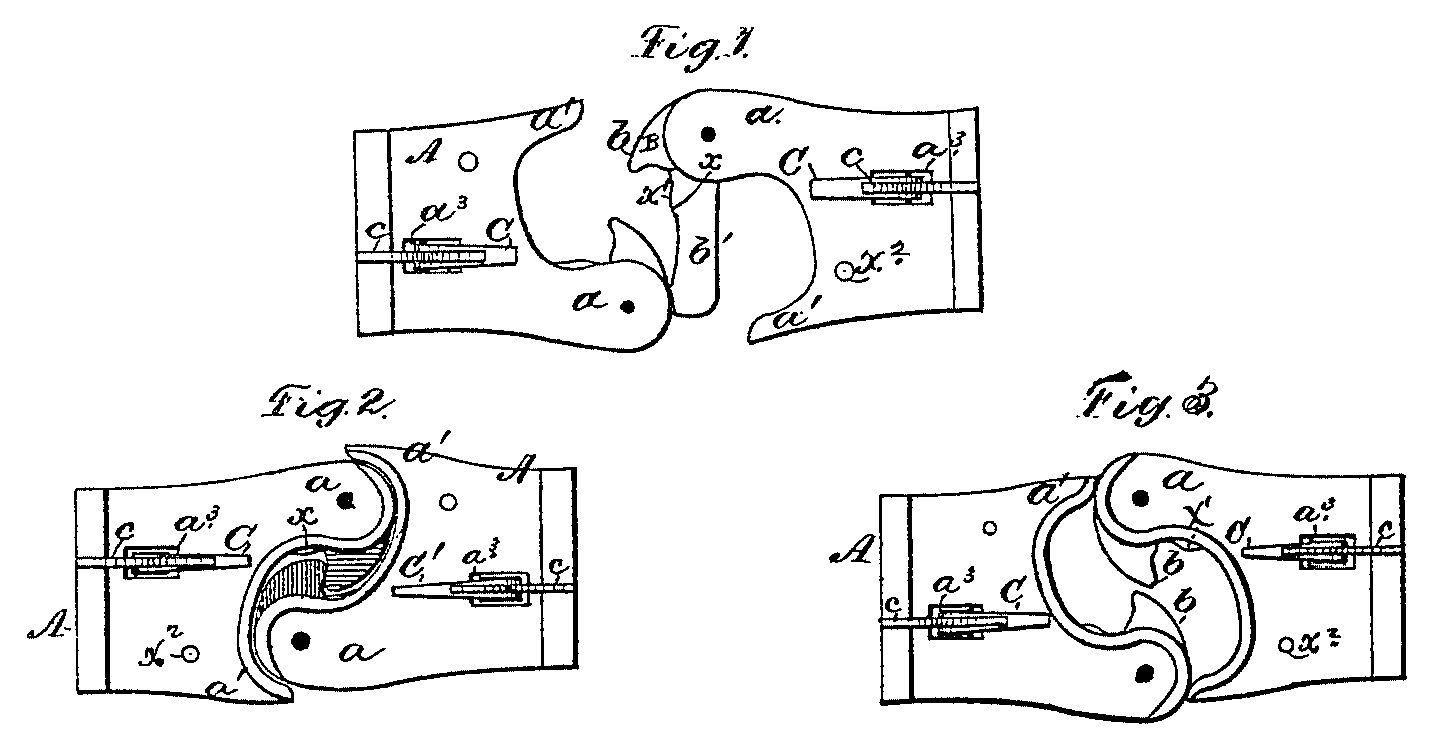
Patentová přihláška Janneyho spřáhla z roku 1873

Spřáhla stejného druhu původně používaly normálněrozchodné železnice na americkém kontinentě. To však vedlo k mnoha smrtelným zraněním z důvodu, že posunovač musel stát mezi přibližujícími se vagóny a podržet osmu do doby, než zapadla do otvoru ve spřáhlech obou vagónů. To vedlo k přijetí federálního zákona, v jehož požadavcích byl požadavek na takové spřahovací ústrojí, kde by mohl posunovač během najíždění vozidel na sebe stát mimo jejich obrys. To vedlo k masovému nasazení (neřeší propojení brzdy a dalších spojek) spřáhla Janney patentovaného v roce 1873. Toto spřáhlo, dnes označované podle Asociace amerických železnic AAR, se po drobných úpravách používá dodnes. V Sovětském svazu bylo úpravou jiného amerického vzoru vyvinuto a zavedeno spřáhlo SA-3.
Zvláštní kapitolu pak tvoří spřáhla v modelové železnici.

## Tramvajová spřáhla
Existuje mnoho typů tramvajových spřáhel, která se montují do nejrůznějších typů vozidel. V České republice a na Slovensku se můžeme setkat s těmito typy tramvajových spřáhel:
- Talířové spřáhlo tvoří dva identické kruhové talíře, které mají uprostřed dutinu pro zasunutí válcovitého kovového spojovacího čepu; ten je ve spřažené poloze jištěn klínem kolmým k táhlu spřáhla i čepu. Talířové spřáhlo při spojování funguje částečně i jako nárazník (podobá se železničnímu nárazníku), proto mohou při spřahování – po vybavení jednoho z talířů spojovacím čepem – vozy najíždět až k dorazu druhého talíře. Čep se pak zajistí v obou částech spřáhla klínem. Talířové spřáhlo je určeno pouze pro spojování lehčích souprav a pro soudobá vozidla se již nepoužívá – najdeme jej pouze u některých historických vozů. V Praze používalo do roku 1913.
- Spřáhlo pražského typu je nejrozšířenější typ mechanického spřáhla montované do tramvajových vozidel všech typů. Najdeme jej i v cizině na vozidlech Tatra, ale nejenom na nich. Táhlo spřáhla je pevné nebo skládací. Bylo vyvinuto v Ústředních dílnách dopravního podniku Praha na přelomu 19. a 20. století. Tvoří jej dva přesně na sebe dosedající odlitky (protikusy) s oky, které jsou ve spřažené poloze jištěny dvojicí příčných válcových klínů, na koncích opatřených kruhovou pojistkou (závlačkou) proti náhodnému vytažení (např. při otřesech vozidla) a tím rozpojení soupravy. Na hlavice pražského typu lze při manipulacích s vozidly připojovat různá prodloužení, adaptéry, redukce, apod.
- Automatické spřáhlo Sécheron (případně Scharfenberg) je moderní a spolehlivé spřáhlo umožňující spojení nejen mechanické, ale i řídící a napájecí. Lze je použít jak plnohodnotně, tak jen pro mechanické spojení vozů. Jeho robustní provedení jej předurčuje i pro lehkou železnici. Jeho velký rozměr i hmotnost však neumožňují vyrábět skládací variantu, rovněž estetický dojem je sporný. V České republice a na Slovensku se však v tramvajové dopravě příliš nerozšířilo a najdeme jej pouze na některých vozech Tatra T3R a Tatra T6A5 nebo u prototypů; v zahraničí je tento typ rozšířen podstatně více.